# Josef Adelbrecht
Josef Adelbrecht (né le 8 janvier 1910 - décédé en octobre 1941) était un footballeur autrichien.

## Carrière
- 1928-34 : First Vienna FC  Autriche
- 1934-35 : RC Paris  France
- 1935-36 : Grasshopper-Club Zurich  Suisse
- 1936-37 : Austria Vienne  Autriche
- 1937-38 : Rapid de Vienne  Autriche
- 1938-39 : SC Austro Fiat Vienne  Reich allemand
- 1939-41 : SC Red Star Vienne  Reich allemand
- 1941 : Floridsdorfer AC  Reich allemand

## Palmarès
- Vainqueur de la Coupe Mitropa (1931)
- Champion d'Autriche (1931, 33, 38) et de France (1936)
- Vainqueur de la Coupe d'Autriche (1929, 30) et de la Coupe de France (1936)
- Autriche : 3 sélections (1931-33)